# Federico García Lorca
Federico García Lorca (5 tháng 6 năm 1898 – 19 tháng 8 năm 1936) là một nhà thơ, nhạc sĩ Tây Ban Nha, ông còn nổi tiếng là họa sĩ. Ngoài ra, ở Việt Nam, ông được biết đến như một nhạc công guitar nổi tiếng qua bài "Đàn ghi-ta của Lorca" của Thanh Thảo, nhưng trên thực tế, dù ông có những sáng tác lấy cảm hứng từ guitar, không có tài liệu nào nói rằng ông biết chơi guitar cả. Lorca si mê Salvador Dali nhưng đáp lại ông chỉ là sự từ chối. Ngoài mối tình tuyệt vọng với Salvador, Lorca còn có một mối tình đồng tính khác sâu sắc hơn với nhà phê bình nghệ thuật Juan Ramirez de Lucas. Điều này đã được xác nhận qua hộp đựng di vật mà Lucas để lại cho em gái vào năm 2010, trong đó bao gồm cả thư từ và những bài thơ mà Lorca gửi cho Lucas.

## Tiểu sử
Federico García Lorca sinh ở thị trấn Fuente Vaqueros, tỉnh Granada, Tây Ban Nha. Năm 1909 gia đình chuyển lên Granada. Năm 1910 Federico bắt đầu tham gia hội nghệ thuật tỉnh. Năm 1914 học luật, triết học và văn học ở Đại học Granada. Năm 1918 in tập thơ đầu tiên Impresiones y paisajes (Ấn tượng và phong cảnh) và bắt đầu nổi tiếng. Năm 1919 Lorca lên thủ đô Madrid học đại học và làm quen với Gregorio Martínez Sierra, giám đốc nhà hát Teatro Eslava. Theo đề nghị của Gregorio Martínez Sierra, Lorca viết vở kịch đầu tiên El maleficio de la mariposa (Yêu thuật của bướm) và dựng vở kịch này. Năm 1929 Lorca sang New York. Kết quả của chuyến đi này là tập thơ Poeta en Nueva York (Nhà thơ ở New York, 1931) và hai vở kịch El público (Công chúng, 1931) và Así que pasen cinco años (Khi nào hết 5 năm, 1931).
Lorca quay trở lại Tây Ban Nha khi nước này bắt đầu thiết lập chính thể cộng hòa. Năm 1931 được mời làm giám đốc nhà hát sinh viên La Barraca. Thời kỳ này ông viết nhiều vở kịch nổi tiếng như: Bodas de sangre (Đám cưới máu); Yerma (Yerma); La casa de Bernarda Alba (Ngôi nhà của Bernarda Alba)... Khi nội chiến Tây Ban Nha xảy ra, Lorca từ giã Madrid trở về Granada, mặc dù biết rằng ở miền nam rất nguy hiểm. Ngày 17 tháng 8 năm 1936 Lorca bị chế độ phát xít Franco giết chết.

## Tác phẩm
Thơ
- Impresiones y paisajes (Ấn tượng và phong cảnh), 1918)
- Libro de poemas (Sách thơ, 1921)
- Oda a Salvador Dalí (Thơ Oda về Salvador Dalí, 1926)
- Romancero gitano (Romancero Xứ-gan, 1928)
- Poeta en Nueva York (Nhà thơ ở New York, 1930)
- Poema del cante jondo (Trường ca về canta jondo, 1931)
- Llanto por Ignacio Sánchez Mejías (Khóc cho Ignacio Sánchez Mejías, 1935)
- Diván del Tamarit, 1936
- Sonetos del amor oscuro (Những bài sonnê về tình yêu tăm tối, 1936)

Kịch
- Mariana Pineda, 1927
- El público (Công chúng, 1931)
- Así que pasen cinco años (Khi nào hết 5 năm, 1930)
- Amor de don Perlimplín con Belisa en su jardín (Tình yêu của Perlimplin và Belisa, 1933)
- Bodas de sangre (Đám cưới máu, 1933)
- Yerma, 1934
- Doña Rosita la soltera o el lenguaje de las flores (Doña Rosita, cô gái hay là ngôn ngữ của hoa, 1935)
- La casa de Bernarda Alba (Ngôi nhà của Bernarda Alba, 1936

## Một vài bài thơ

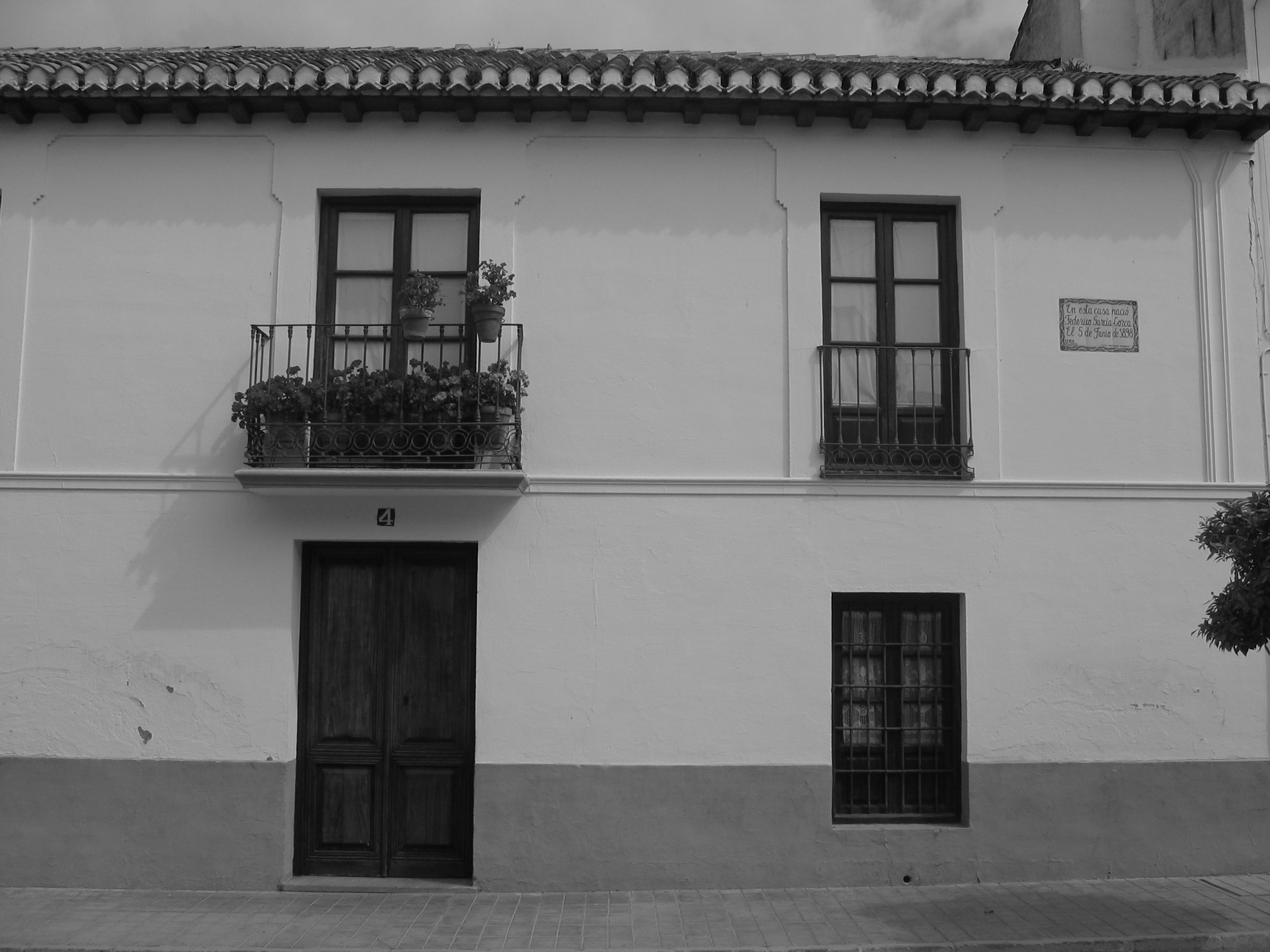
Federico García Lorca sinh ra ở đây

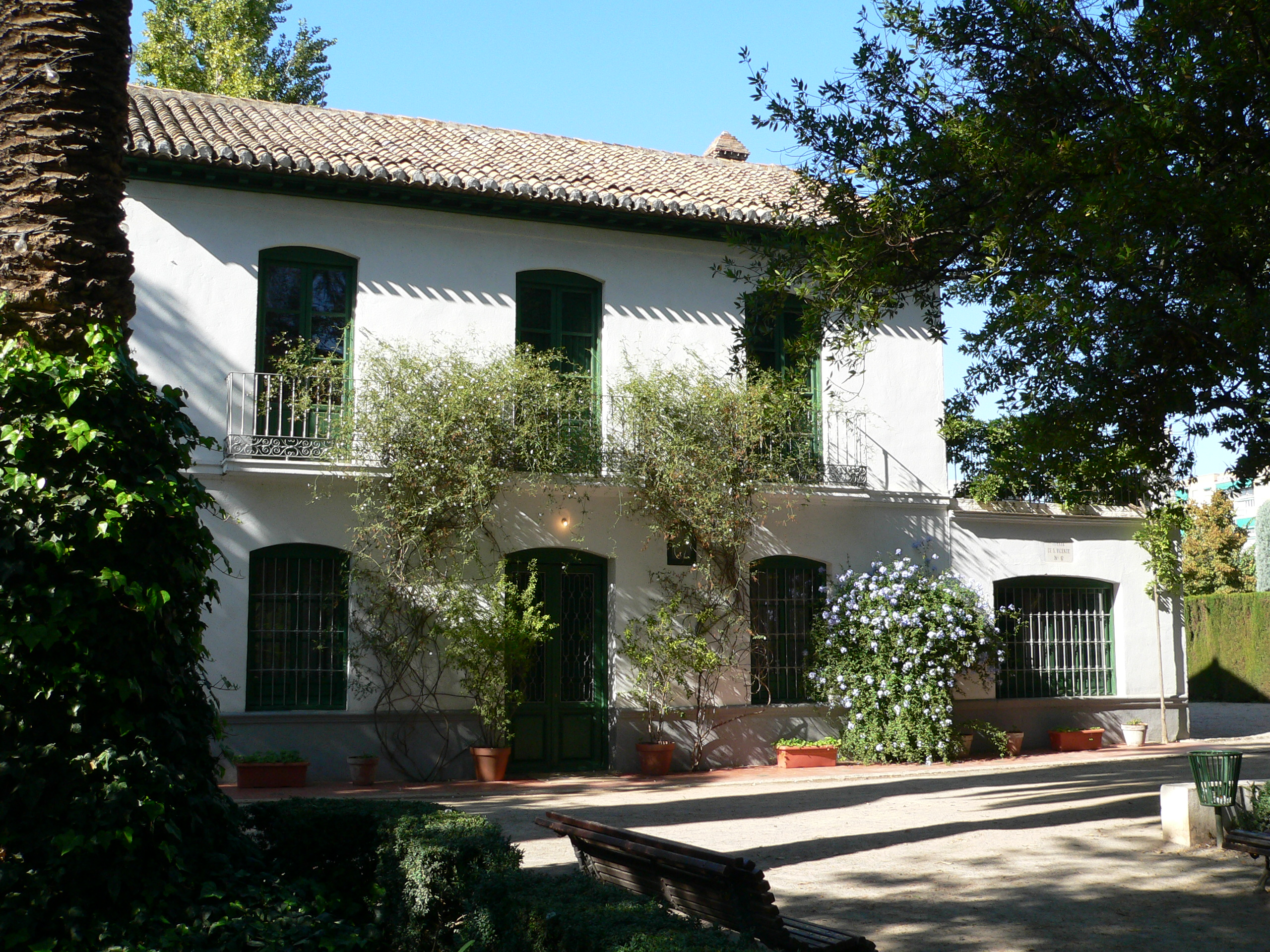
Huerta de San Vicente - Nhà của García Lorca, nay là bảo tàng

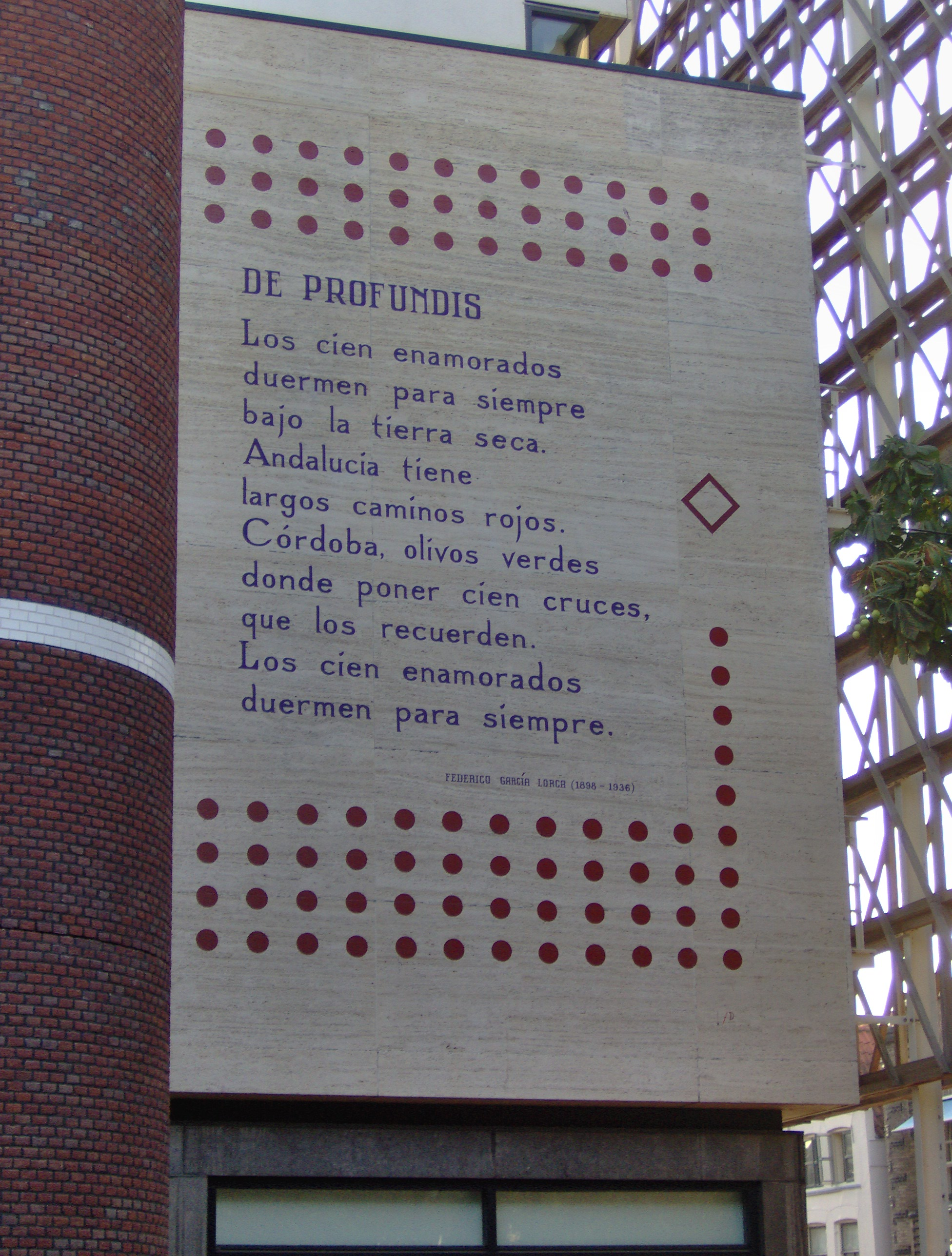
Bài thơ De profundis trên một ngôi nhà ở Hà Lan

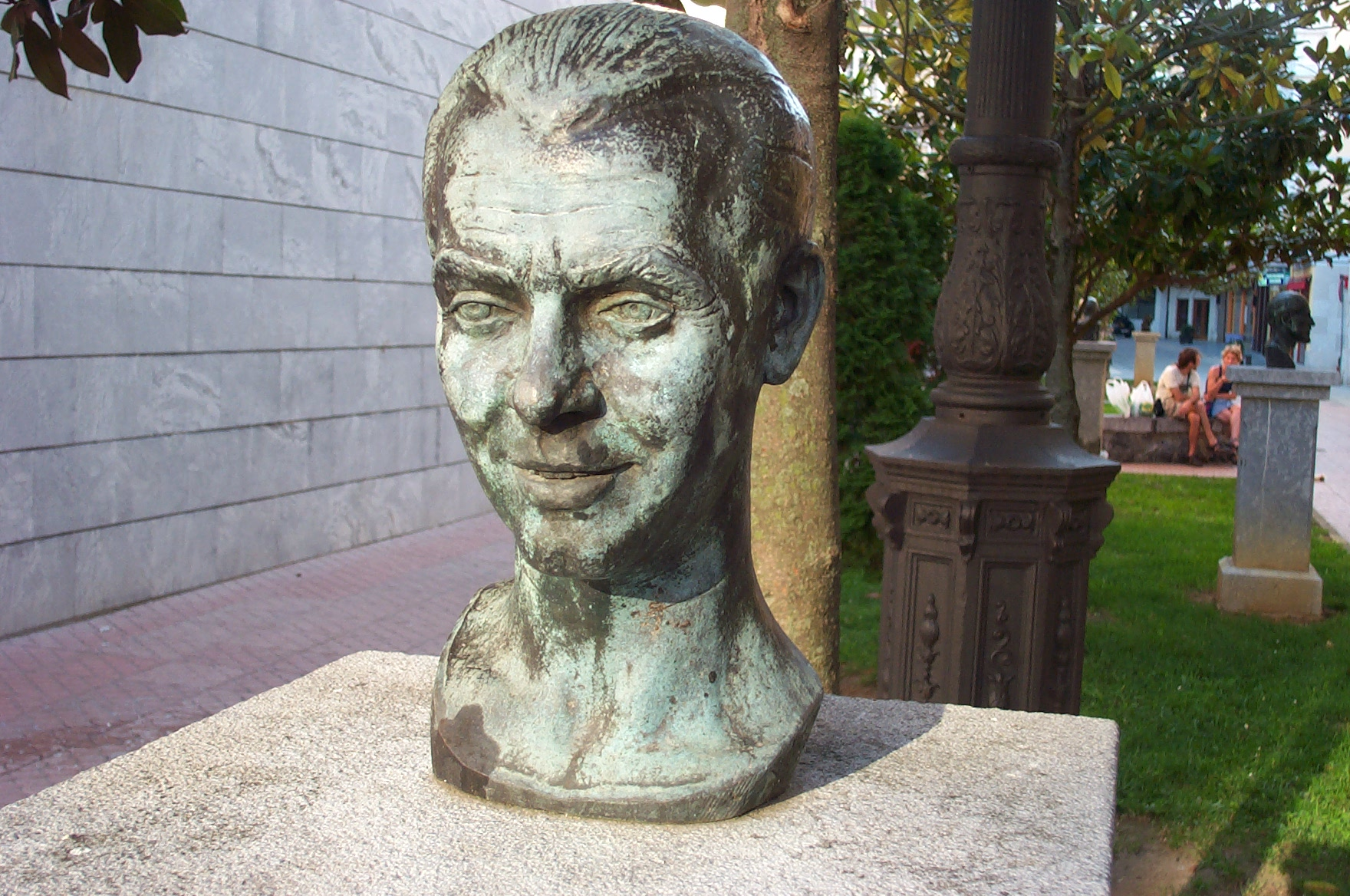
Tượng García Lorca ở Santoña, Cantabria

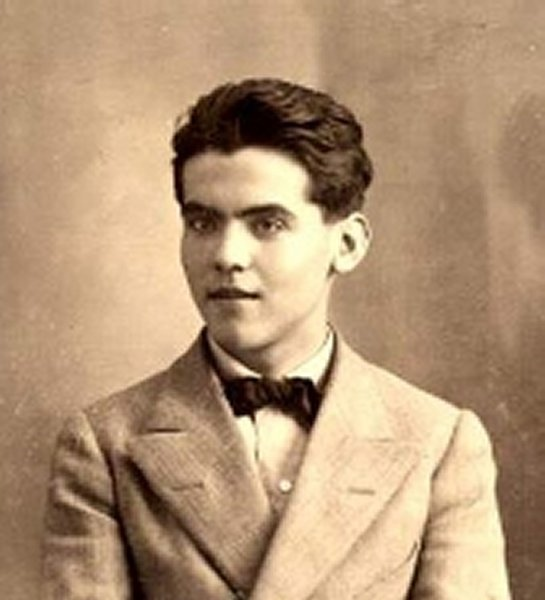
García Lorca năm 1914

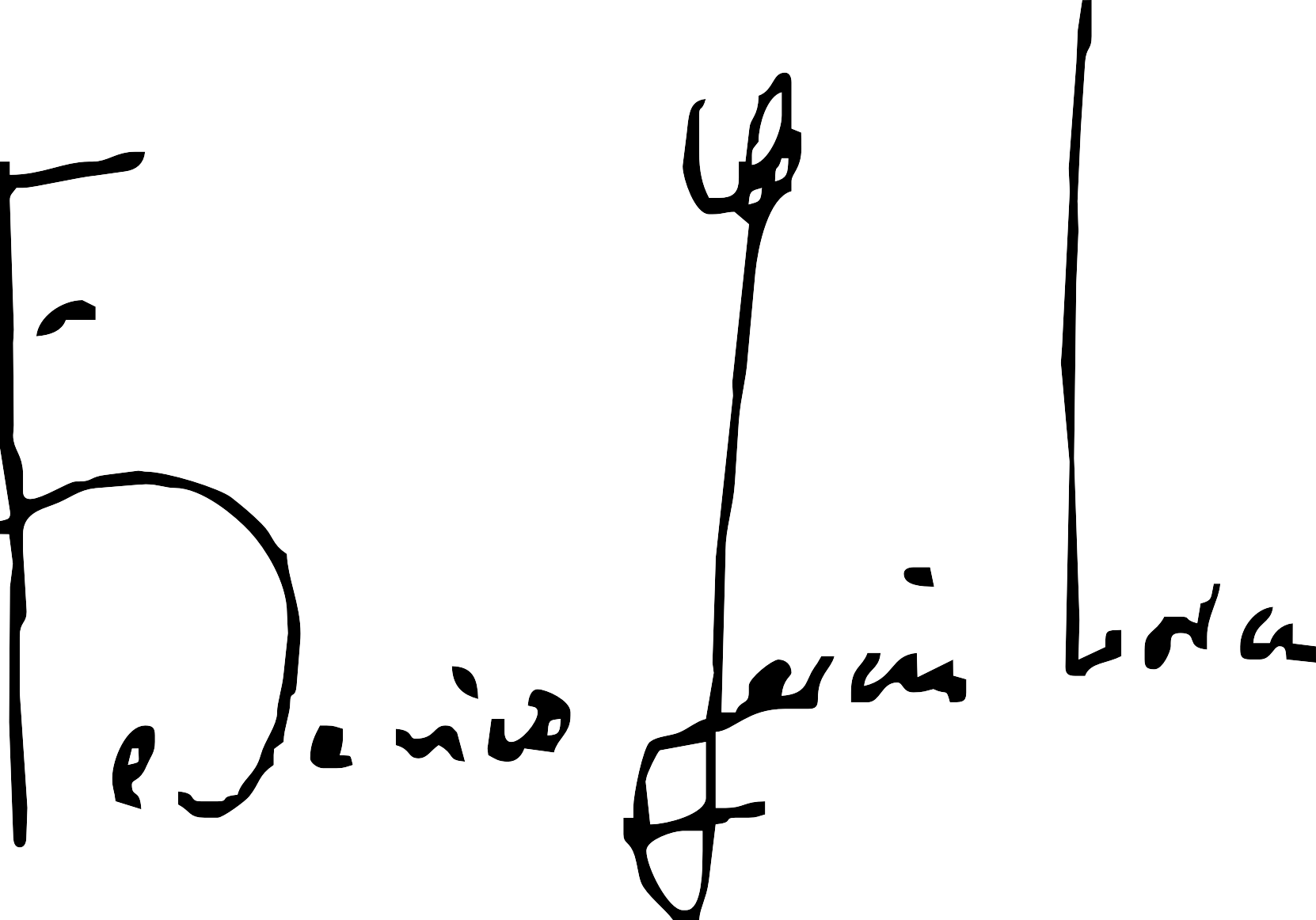
Chữ ký của García Lorca

| Đàn Ghi-ta Ghi-ta bắt đầu khóc. Vỡ ra ly của bình minh. Ghi-ta bắt đầu khóc. Ai bắt được nó ngừng. ai bắt được nó lặng im. Tiếng khóc cô đơn như nước khóc trên sông như gió gào trên tuyết Ai bắt được nó ngừng. Như hoàng hôn khóc buổi bình minh như mũi tên lao vào thinh không như cát nóng miền Nam khóc cho trà mi trắng như chim non trên cành lìa cuộc sống. Ôi đàn! con tim bị thương bởi năm thanh kiếm. De Profundis Một trăm người yêu dấu Đã yên giấc nghìn thu Trong đất khô. Những con đường màu đỏ Ở Andalucía. Một trăm cây thánh giá Giữa màu xanh ô-liu Córdoba Để người đời tưởng nhớ Một trăm người yêu dấu Đã yên giấc nghìn thu. Cam và chanh Cam và chanh. Tội nghiệp thằng bé Đau tình! Cam và chanh. Tội nghiệp con bé Thiệt là xinh! Chanh. (Mặt trời đùa Với hoa cỏ màu xanh). Cam. (Trên ngọn sóng Màu xanh). Tình yêu ngủ trong ngực nhà thơ Em đâu hiểu anh yêu đến mức nào Em ngủ say giữa lòng anh như thế Anh giấu em, hôn em và nức nở Trong tiếng kêu của dao thép xuyên vào. Cả xác thân và cả những vì sao Đã làm cho lồng ngực này đau đớn Và đôi cánh đã làm cho cơn giận Bỗng dâng trào như vết cắn của dao. Giờ người ta đang nhảy trong khu vườn Đợi xác thân và tiếng lòng nức nở Bờm ngựa ngời lên ánh sáng màu xanh Hãy ngủ yên, lẽ sống của đời anh Em có nghe trong cây đàn máu vỡ Và đang đợi chờ cả em và anh. Bài thơ về bàn tay không thể có Ta không cần nhiều hơn một bàn tay Bàn tay bị thương, nếu như có thể Ta không cần nhiều hơn một bàn tay Dù cả nghìn đêm không còn giường ngủ. Giá mà được màu thạch cao trắng toát Chim bồ câu đem buộc chặt vào tim Cô y tá như vầng trăng mờ mịt Đêm cuối cùng không được ghé vô thăm. Ta không cần nhiều hơn một bàn tay Để mặc áo, xức dầu cho đau đớn Ta không cần nhiều hơn một bàn tay Cho cái chết sau này đôi cánh trắng. Tất cả trong đời rồi sẽ qua nhanh Cả ngân hà và hồi quang ngời sáng Chỉ còn lại cơn gió buồn khóc rống Về mùa thu, những chiếc lá cuối cùng. Bản dịch của Nguyễn Viết Thắng | La guitarra Empieza el llanto de la guitarra. Se rompen las copas de la madrugada. Empieza el llanto de la guitarra. Es inútil callarla. Es imposible callarla. Llora monótona como llora el agua, como llora el viento sobre la nevada Es imposible callarla, Llora por cosas lejanas. Arena del Sur caliente que pide camelias blancas. Llora flecha sin blanco, la tarde sin mañana, y el primer pájaro muerto sobre la rama ¡Oh guitarra! Corazón malherido por cinco espadas De Profundis Los cien enamorados duermen para siempre bajo la tierra seca. Andalucía tiene largos caminos rojos. Córdoba, olivos verdes donde poner cien cruces que los recuerden. Los cien enamorados duermen para siempre. Naranja y limón Naranja y limón. ¡Ay de la niña del mal amor! Limón y naranja. ¡Ay de la niña, de la niña blanca! Limón. (Cómo brillaba el sol.) Naranja. (En las chinas del agua.) El amor duerme en el pecho del poeta Tú nunca entenderás lo que te quiero porque duermes en mí y estás dormido. Yo te oculto llorando, perseguido por una voz de penetrante acero. Norma que agita igual carne y lucero traspasa ya mi pecho dolorido y las turbias palabras han mordido las alas de tu espíritu severo. Grupo de gente salta en los jardines esperando tu cuerpo y mi agonía en caballos de luz y verdes crines. Pero sigue durmiendo, vida mía. Oye mi sangre rota en los violines. ¡Mira que nos acechan todavía! Casida de la mano imposible Yo no quiero más que una mano, una mano herida, si es posible. Yo no quiero más que una mano, aunque pase mil noches sin lecho. Sería un pálido lirio de cal, sería una paloma amarrada a mi corazón, sería el guardían que en la noche de mi tránsito prohibiera en absoluto la entrada a la luna. Yo no quiero más que esa mano para los diarios aceites y la sábana blanca de mi agonía Yo no quiero más que esa mano para tener un ala de mi muerte. Lo demás todo pasa. Rubor sin nombre ya, astro perpetuo. Lo demás es lo otro; viento triste, mientras las hojas huyen en bandadas. |